# Collastoma monorchis
Collastoma monorchis är en plattmaskart. Collastoma monorchis ingår i släktet Collastoma och familjen Umagillidae. Inga underarter finns listade i Catalogue of Life.